# Tridentella japonica
Tridentella japonica là một loài chân đều trong họ Tridentellidae. Loài này được Thielemann miêu tả khoa học năm 1910.